# 礼屏公祠
礼屏公祠，位于中国广东省东莞市东莞市虎门镇村头村，为东莞市的一个市、县级文物保护单位，类型为古建筑，公布时间为2004年1月8日。
礼屏公祠的历史年代为清代。